# Zarząd Europejskiego Banku Centralnego
Zarząd Europejskiego Banku Centralnego – jeden z organów decyzyjnych Eurosystemu i Europejskiego Systemu Banków Centralnych. W jego skład wchodzi Prezes EBC, Wiceprezes EBC oraz czterech członków. Do zadań Zarządu zalicza się przygotowanie posiedzeń Rady Prezesów, realizacją polityki monetarnej strefy euro i bieżące kierowanie Europejskim Bankiem Centralnym. Kadencja członków Zarządu trwa 8 lat.

## Skład Zarządu
| Year | Prezes              | Wiceprezes       | Członek Zarządu          | Członek Zarządu             | Członek Zarządu        | Członek Zarządu       |
| ---- | ------------------- | ---------------- | ------------------------ | --------------------------- | ---------------------- | --------------------- |
| 1998 | Wim Duisenberg      | Christian Noyer  | Sirkka Hämäläinen        | Eugenio Domingo Solans      | Tommaso Padoa-Schioppa | Otmar Issing          |
| 1999 | Wim Duisenberg      | Christian Noyer  | Sirkka Hämäläinen        | Eugenio Domingo Solans      | Tommaso Padoa-Schioppa | Otmar Issing          |
| 2000 | Wim Duisenberg      | Christian Noyer  | Sirkka Hämäläinen        | Eugenio Domingo Solans      | Tommaso Padoa-Schioppa | Otmar Issing          |
| 2001 | Wim Duisenberg      | Christian Noyer  | Sirkka Hämäläinen        | Eugenio Domingo Solans      | Tommaso Padoa-Schioppa | Otmar Issing          |
| 2002 | Wim Duisenberg      | Lucas Papademos  | Sirkka Hämäläinen        | Eugenio Domingo Solans      | Tommaso Padoa-Schioppa | Otmar Issing          |
| 2003 | Jean-Claude Trichet | Lucas Papademos  | Gertrude Tumpel-Gugerell | Eugenio Domingo Solans      | Tommaso Padoa-Schioppa | Otmar Issing          |
| 2004 | Jean-Claude Trichet | Lucas Papademos  | Gertrude Tumpel-Gugerell | José Manuel González Paramo | Tommaso Padoa-Schioppa | Otmar Issing          |
| 2005 | Jean-Claude Trichet | Lucas Papademos  | Gertrude Tumpel-Gugerell | José Manuel González Paramo | Lorenzo Bini Smaghi    | Otmar Issing          |
| 2006 | Jean-Claude Trichet | Lucas Papademos  | Gertrude Tumpel-Gugerell | José Manuel González Paramo | Lorenzo Bini Smaghi    | Jürgen Stark          |
| 2007 | Jean-Claude Trichet | Lucas Papademos  | Gertrude Tumpel-Gugerell | José Manuel González Paramo | Lorenzo Bini Smaghi    | Jürgen Stark          |
| 2008 | Jean-Claude Trichet | Lucas Papademos  | Gertrude Tumpel-Gugerell | José Manuel González Paramo | Lorenzo Bini Smaghi    | Jürgen Stark          |
| 2009 | Jean-Claude Trichet | Lucas Papademos  | Gertrude Tumpel-Gugerell | José Manuel González Paramo | Lorenzo Bini Smaghi    | Jürgen Stark          |
| 2010 | Jean-Claude Trichet | Vítor Constâncio | Gertrude Tumpel-Gugerell | José Manuel González Paramo | Lorenzo Bini Smaghi    | Jürgen Stark          |
| 2011 | Mario Draghi        | Vítor Constâncio | Peter Praet              | José Manuel González Paramo | Lorenzo Bini Smaghi    | Jürgen Stark          |
| 2012 | Mario Draghi        | Vítor Constâncio | Peter Praet              | Benoît Cœuré                | Lorenzo Bini Smaghi    | Jörg Asmussen         |
| 2013 | Mario Draghi        | Vítor Constâncio | Peter Praet              | Benoît Cœuré                | Yves Mersch            | Jörg Asmussen         |
| 2014 | Mario Draghi        | Vítor Constâncio | Peter Praet              | Benoît Cœuré                | Yves Mersch            | Sabine Lautenschläger |
| 2015 | Mario Draghi        | Vítor Constâncio | Peter Praet              | Benoît Cœuré                | Yves Mersch            | Sabine Lautenschläger |
| 2016 | Mario Draghi        | Vítor Constâncio | Peter Praet              | Benoît Cœuré                | Yves Mersch            | Sabine Lautenschläger |
| 2017 | Mario Draghi        | Vítor Constâncio | Peter Praet              | Benoît Cœuré                | Yves Mersch            | Sabine Lautenschläger |
| 2018 | Mario Draghi        | Luis de Guindos  | Peter Praet              | Benoît Cœuré                | Yves Mersch            | Sabine Lautenschläger |
| 2019 | Christine Lagarde   | Luis de Guindos  | Philip R. Lane           | Benoît Cœuré                | Yves Mersch            | Sabine Lautenschläger |
| 2020 | Christine Lagarde   | Luis de Guindos  | Philip R. Lane           | Fabio Panetta               | Yves Mersch            | Isabel Schnabel       |
| 2021 | Christine Lagarde   | Luis de Guindos  | Philip R. Lane           | Fabio Panetta               | Frank Elderson         | Isabel Schnabel       |